# Вогнеок західний
Вогнео́к західний (Pyriglena leuconota) — вид горобцеподібних птахів родини сорокушових (Thamnophilidae). Ендемік Бразилії.

## Опис
Довжина птаха становить 16-18 см, вага 26-30 г. Самці мають чорне, блискуче забарвлення. Самиці мають переважно коричневе забарвлення, нижня частина тіла у них світліша, хвіст і обличчя чорнуваті. І у самців, і у самиць на спині є біла пляма. Райдужки яскраво-червоні.

## Підвиди
Виділяють три підвиди:
- P. l. interposita Pinto, 1947 — схід Пари (від Шінгу до Токантінса);
- P. l. leuconota (Spix, 1824) — схід Пари (на схід від Токантінса) і північ Мараньяну;
- P. l. pernambucensis Zimmer, JT, 1931 — схід Пернамбуку і Алагоаса.

Pyriglena maura і Pyriglena similis раніше вважалися конспецифічними із західним вогнеоком, однак були визнані окремими видами.

## Поширення і екологія
Західні вогнеоки живуть в підліску вологих рівнинних тропічних лісів, на узліссях і галявинах. Зустрічаються переважно на висоті до 600 м над рівнем моря. Живляться комахами, а також равликами і дрібними ящірками. Гніздо закрите, куполоподібне, робиться з сухого пальмового листя, гілочок і корінців, розміщується на землі, серед опалого листя. В кладці 2 яйця. Інкубаційний період триває 12 днів, насиджують і самиці, і самці. Пташенята покидають гніздо через 10-11 днів після вилуплення.